# Delias binniensis
Delias binniensis is een vlindersoort uit de familie van de Pieridae (witjes), onderfamilie Pierinae.
Delias binniensis werd in 2000 beschreven door Lachlan.